# MrBeast
Jimmy Donaldson (Wichita (Kansas), 7 mei 1998) is een Amerikaanse youtuber en ondernemer die werkt onder het pseudoniem MrBeast. Sinds 2024 is Donaldson de grootste YouTuber ter wereld.

## YouTube-carrière

### Beginjaren (2012-2017)
Donaldson uploadde zijn allereerste YouTube-video in februari 2012, toen hij dertien jaar oud was, onder de naam "MrBeast6000". Zijn eerste content varieerde van let's-play-screencasts (voornamelijk gericht op Minecraft en Call of Duty) en video's waarin de rijkdom van andere youtubers werd geschat tot video's met tips voor opkomende youtubers. In juli 2013 telde zijn kanaal, dat toen "That-dude" heette, ongeveer 240 abonnees.
In 2015 en 2016 begon Donaldson aan populariteit te winnen op het platform door zijn serie "worst intros", waarin hij introducties die hij op YouTube ontdekte bekeek en er de draak mee stak. Halverwege 2016 had hij ongeveer 30.000 abonnees. In de herfst van 2016 stopte hij stiekem met studeren zonder het aan zijn moeder te vertellen, om een fulltime carrière als youtuber na te streven. Als gevolg hiervan moest hij van zijn moeder uit het ouderlijk huis vertrekken.

### Opkomst (2017-2021)
Donaldson onderzocht de werking van het algoritme van YouTube en maakte daaruit op dat lang tellen voor de camera zou moeten kunnen leiden tot een virale video. Hij nam vervolgens de proef op de som en maakte in januari 2017 een bijna dagvullende video van zichzelf waarin hij tot 100.000 telde. Deze stunt kostte hem 40 uur, waarbij sommige delen werden versneld om "het onder de 24 uur te houden". De video ging inderdaad viraal en kende in december 2020 een totaal van 21 miljoen views.
Een volgende video met de titel "Counting to 200,000 (Road to a Mil)" werd de volgende maand geüpload, hoewel ook die volgens Donaldson moest worden versneld omdat de volledige vijfenvijftig uur tellen de uploadlimiet van YouTube overschreed. Donaldson won in deze periode ook aan populariteit met stunts, zoals een poging om glas te breken met behulp van honderd megafoons, een uur lang kijken hoe verf droogt, een poging om 24 uur onder water te blijven (wat uiteindelijk mislukte vanwege gezondheidsproblemen) en een mislukte poging om een dag lang een fidget spinner te draaien. In 2018 had Donaldson 1 miljoen dollar uitgedeeld via zijn bizarre stunts, wat hem de titel van "YouTube's grootste filantroop" opleverde.
Tijdens PewDiePie vs T-Series in 2018, een wedstrijd om het meest geabonneerde kanaal op YouTube te worden, kocht Donaldson billboards, talloze advertenties en radioreclamezendtijd om PewDiePie te helpen meer abonnees te krijgen dan T-Series; bij de Super Bowl LIII kocht hij meerdere zitplaatsen voor hem en zijn team, op wier shirts geschreven stond: "Sub 2 PewDiePie". In maart 2019 organiseerde en filmde Donaldson een reallife-battle-royale-competitie in Los Angeles met een prijs van 200.000 dollar (er werden twee games gespeeld, waardoor de game-inkomsten per game 100.000 dollar bedroegen) in samenwerking met Apex Legends. Het evenement en de prijzenpot werden gesponsord door Apex Legends-uitgever Electronic Arts.
Donaldson werd in een video van november 2019 beschuldigd van het gebruik van vals geld. Hij legde later uit dat hij vals geld gebruikte om de potentiële veiligheids- en beveiligingsrisico's te beperken die werden veroorzaakt door een stormloop van mensen die stonden te dringen om het gratis geld te krijgen, en beweerde dat hij de valse biljetten na afloop voor iedereen omwisselde voor een echte cheque.
In april 2020 creëerde Donaldson een rock-paper-scissors-competitie-stream met 32 influencers en een hoofdprijs van 250.000 dollar, die op dat moment YouTubes meest bekeken live Original-evenement werd met 662.000 gelijktijdige kijkers. Het evenement werd uiteindelijk gewonnen door Nadeshot. Aan het einde van de zomer van 2020 lanceerde Donaldson zijn eigen fastfoodketen genaamd Beast Burger. Midden 2020 bereikte hij de kaap van een totaal aantal views van 5 miljard.
In oktober 2020 creëerde Donaldson nog een influencertoernooi met 24 deelnemers met een hoofdprijs van 300.000 dollar. Het toernooi werd uiteindelijk gewonnen door de familie D'Amelio, wat voor controverse zorgde vanwege beweringen dat zij vals speelden. In december 2020 werd Donaldson 'Creator of the Year' bij de Streamy Awards.

### Bevestiging (2021-heden)
Op 1 januari 2021 bracht Donaldson de video "Youtube Rewind 2020, Thank God It's Over" uit. Hij kondigde eerder in november 2020 aan dat hij een Rewind zou maken, dagen nadat YouTube had aangekondigd dat ze er geen zouden maken. In Donaldsons video legt hij uit dat hij altijd had geloofd dat youtubers "meer inspraak zouden moeten krijgen in Rewind", en met dit in gedachten besloot hij "honderden youtubers" te bellen. Aan het einde van de video geeft Donaldson een shout-out naar PewDiePie, waarbij hij hem en zijn 2018 Rewind aanhaalt als inspiratie voor Donaldson's Rewind (beide Rewinds met de redacteuren FlyingKitty, Dolan Dark en Grandayy, en een nummer van Party in Backyard).
In februari 2021 maakte Donaldson een gastoptreden op de Clubhouse-app, waardoor deze crashte. In maart 2021 tekende Donaldson een deal met Jellysmack waardoor het bedrijf exclusief de distributie van zijn videocontent op Snapchat en Facebook mag beheren. Gedurende 2021 bleef het kanaal groeien en haalde steeds meer views, meerdere video's haalde meer dan 100 miljoen views en elke nieuwe video werd vaak meer dan 50 miljoen keer bekeken. Eind 2021 zag MrBeast opnieuw een sterke groei in subscribers door een serie van succesvolle video's zoals: 50 uur onder de grond, enkele video's waar hij werd opgejaagd door de FBI, militairen of bountyhunters. In november 2021 uploadde hij een video waarin hij de populaire serie Squid Game naspeelde met echte deelnemers die een hoofdprijs van 456.000 dollar konden winnen. De video kostte meer dan 3 miljoen dollar. Verder kende zijn kanaal de gewoonlijke upload van video's waar mensen geld en waardevolle spullen konden winnen door deel te nemen aan een challenge.
Eind 2021 had MrBeast vergeleken met een jaar eerder het aantal views verdubbeld naar bijna 14 miljard en kreeg op een jaar tijd bijna 30 miljoen subscribers erbij.
Op 28 juli 2022 overtrof Donaldson de 100 miljoen abonnees op zijn hoofdkanaal, waarmee hij het vijfde kanaal en de tweede individuele YouTuber was die de mijlpaal bereikte. Op 17 november 2022 behaalde Donaldson het Guinness Wereldrecord van "De meeste abonnees voor een individuele man op YouTube" met zijn MrBeast-kanaal met 112.193.139 abonnees. De vorige recordhouder, PewDiePie, was al bijna tien jaar houder van het record als YouTuber met de meeste abonnees. Donaldson bereikte in november 2022 1 miljard videoweergaven over een periode van 30 dagen op zijn belangrijkste YouTube-kanaal.
Op 15 oktober 2023 overtrof Donaldson de 200 miljoen abonnees op zijn hoofdkanaal, waarmee hij het tweede kanaal en eerste individuele YouTuber was die de mijlpaal bereikte. Datzelfde jaar sprak Donaldson de stem in van een Times Square Guy in de film Teenage Mutant Ninja Turtles: Mutant Mayhem.
Op 2 juni 2024 behaalde Donaldson 267 miljoen abonnees op zijn hoofdkanaal, hiermee haalde hij het Indische YouTube-kanaal T-Series in qua hoeveelheid abonnees en is daarmee het grootste YouTube-kanaal ter wereld. Een maand later, op 10 juli 2024, behaalde Donaldson met zijn hoofdkanaal de 300 miljoen abonnees. Hij werd de eerste YouTuber die deze mijlpaal haalde. Elf maanden later, op 1 juni 2025, wist Donaldson met zijn hoofdkanaal als eerste ter wereld de 400 miljoen abonnees te halen.

## Leden
Naast Donaldson (MrBeast) maken ook enkele andere leden deel uit van dit kanaal, meerdere van hen waren vrienden waarmee hij school liep.

### Huidige leden
- Chandler Hallow (2018-heden)
- Karl Jacobs (2019-heden)
- Nolan Hansen (2020-heden)
- Mack Hopkins (2023-heden)

### Voormalige leden
- Ava "Kris" Tyson (tot 2023 als 'Chris Tyson'; 2012-2024)
- Tyler Conklin (2016-2020)
- Jake Franklin (2018-2020; bekend als Jake The Viking)
- Garrett Rogers (2018-2020)
- Marcus Pearson (2019-2020)

## Filantropie
Naast dat hij in vele video's geld weggeeft, kweekte hij met twee campagnes ook meer bewustzijn voor het milieu. De eerste, die begon in oktober 2019, heette #TeamTrees. Hiermee probeerde hij geld in te zamelen om 20 miljoen bomen te planten, voor elke opgehaalde dollar één. Er waren in 2021 al meer dan 9 miljoen bomen geplant. De tweede, die startte in oktober 2021, heet #TeamSeas. Hiermee wordt geld ingezameld om de vervuiling van de oceanen aan te pakken. Het streven is dit keer om ruim 13 miljoen kilo (30 miljoen pound) afval uit de oceanen en rivieren te halen.
Hij heeft daarnaast ook een apart kanaal dat Beast Philanthropy heet en waar hij ook video's maakt over donaties die hij maakt zoals het weggeven van voedselpakketten tijdens Thanksgiving.

## Nevenkanalen
Naast zijn  hoofdkanaal heeft MrBeast nog een aantal nevenkanalen:
- MrBeast Gaming: bevat gamingcontent dat voornamelijk bestaat uit Minecraft, GrandTheftAuto en nieuwe releases van gesponsorde games. Bevat gastoptredes van andere youtubers zoals Technoblade, Dream, GeorgeNotFound en vele anderen.
- Beast Reacts: bevat videos van de main cast die reageren op grappige en verbazingwekkende video's, vaak gecombineerd met een try-not-to-laugh-challenge waarbij er geld kan gewonnen worden.
- Beast Philanthropy: bevat videos waarbij voedsel en geld wordt weggegeven aan goede doelen.
- MrBeast Shorts: bevat korte video's gemaakt door de main cast.
- MrBro: bevat video's van de broer van MrBeast.